# Daniel Gabriel Fahrenheit

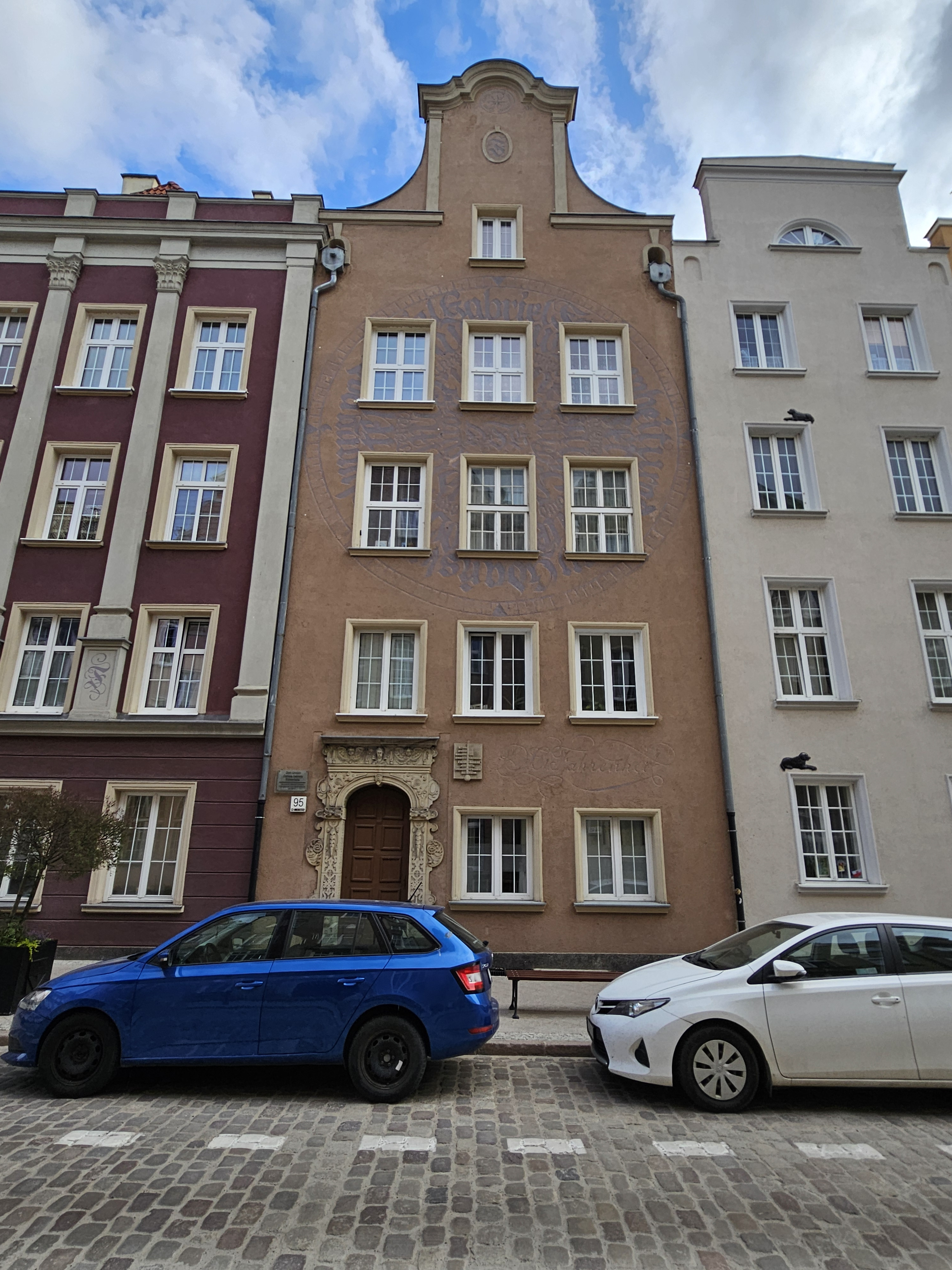
Fahrenheits Geburtshaus in der Danziger Hundegasse heute

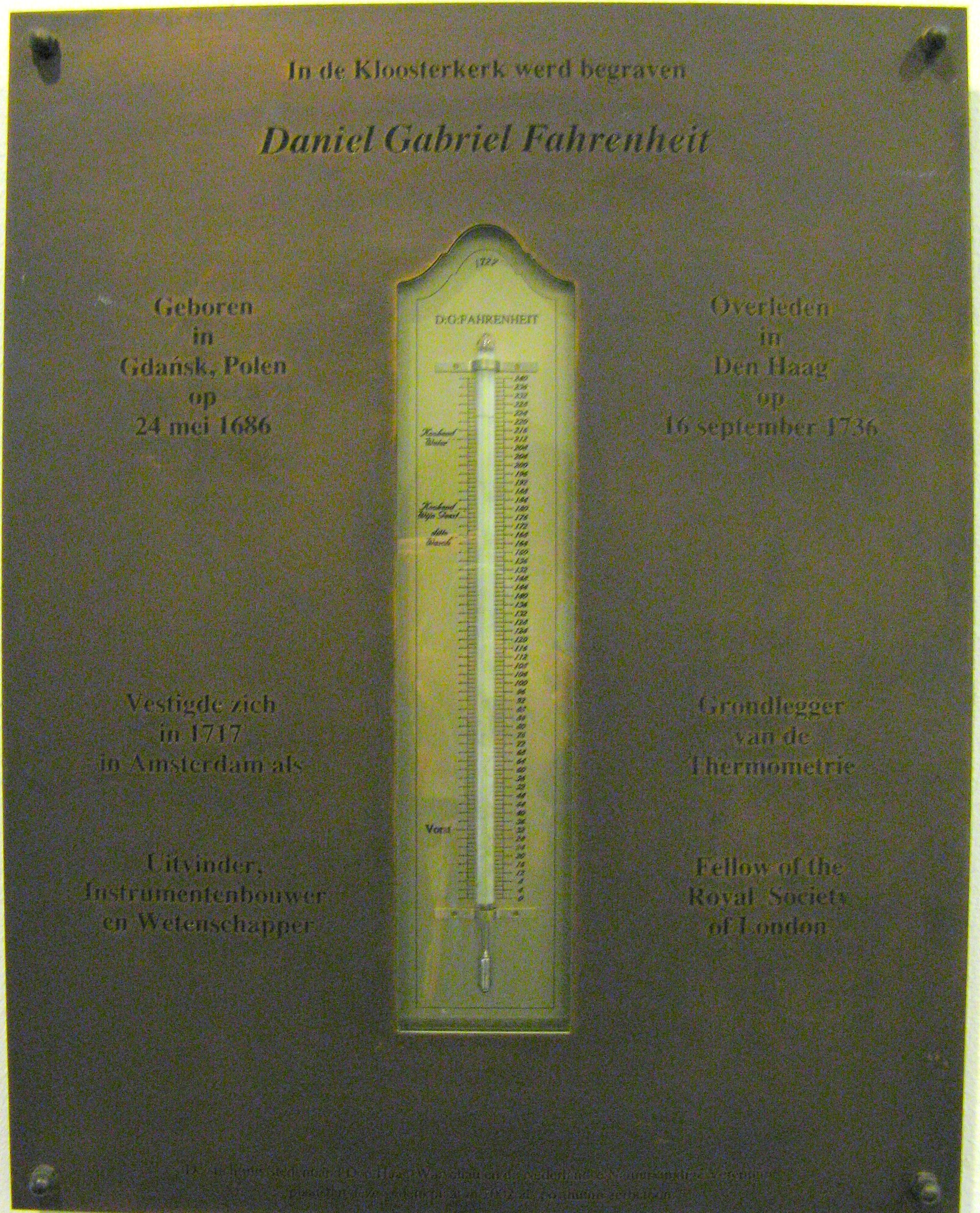
Gedächtnisplakette in der Kloosterkerk (Den Haag), wo er begraben wurde

Daniel Gabriel Fahrenheit (* 24. Mai 1686 in Danzig, Königliche Republik; † 16. September 1736 in Den Haag, Republik der Vereinigten Niederlande) war ein deutscher Physiker und Erfinder von Messinstrumenten. Nach ihm wurde die Temperatureinheit Grad Fahrenheit (°F) benannt.

## Herkunft

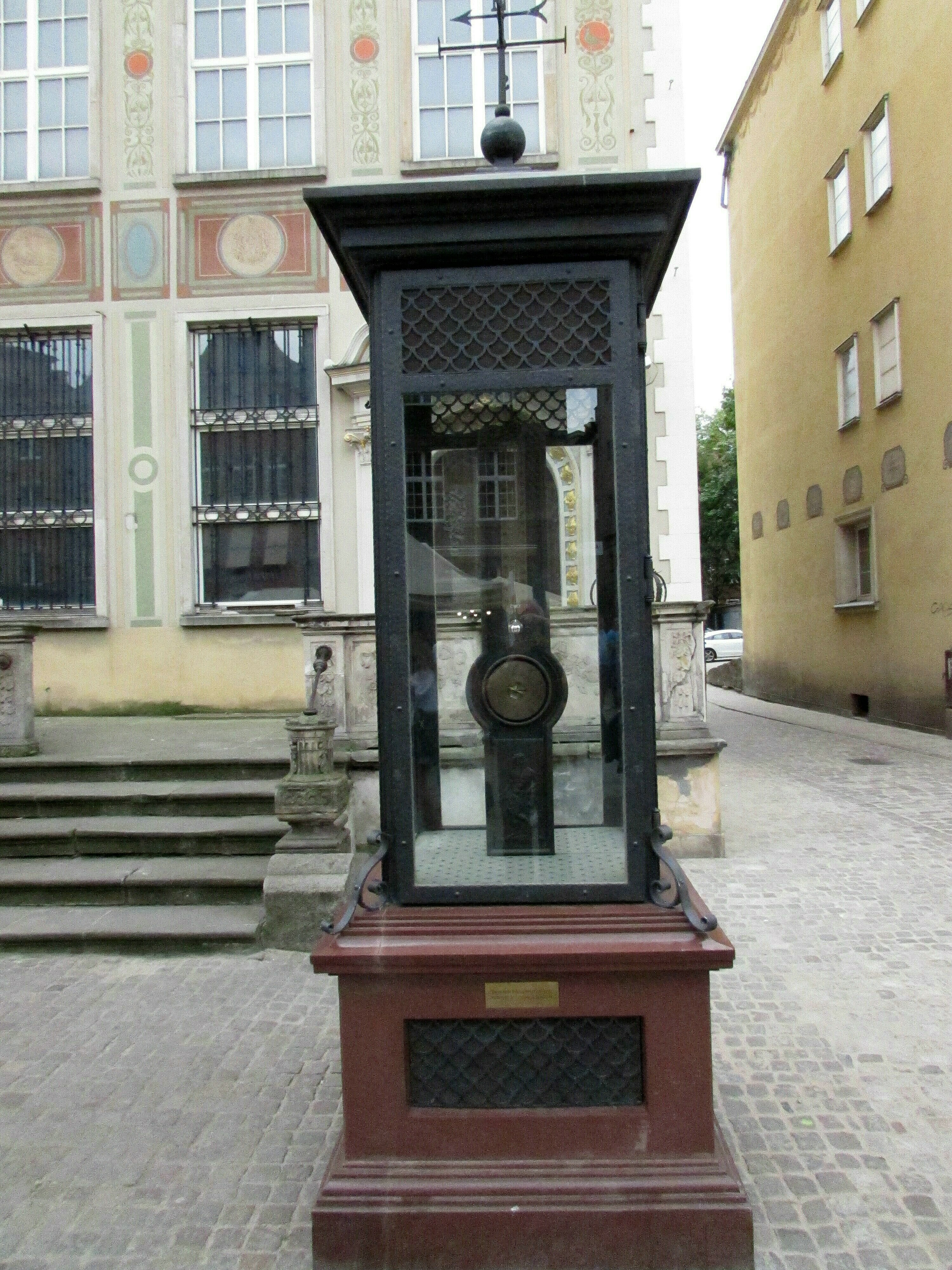
Fahrenheit-Denkmal in Danzig

Seine in Danzig wohnenden Eltern waren Daniel (1656–1701) und Concordia Fahrenheit (1657–1701) (geb. Schumann, verw. Runge). Die Mutter kam aus einer bekannten Danziger Kaufmannsfamilie und war die Tochter des Großhändlers Michael Schumann (1624–1673). Daniel war das älteste von fünf Kindern (zwei Söhne, drei Töchter) und überlebte als einziges die ersten Lebensjahre in der Danziger Hundegasse (nach 1945 ulica Ogarna 95). Sein Großvater Reinhold Fahrenheit war von Kneiphof/Königsberg (Preußen) nach Danzig gezogen und hatte sich dort als Kaufmann etabliert. Die Familie stammte vermutlich aus Hildesheim, Daniels Urgroßvater hatte aber in Rostock gelebt, bevor er nach Königsberg gezogen war.

## Leben
Seine Eltern waren früh verstorben, vermutlich am Verzehr giftiger Pilze. Danach begann Fahrenheit auf Geheiß seines Vormunds in Amsterdam eine Kaufmannslehre. Als er sie 1707 abbrach, war ein Haftbefehl die Folge. Ab 1707 unternahm er Reisen nach Danzig, Dresden, Leipzig und Berlin, dabei besuchte er 1708 Ole Rømer in Kopenhagen und 1714 Christian von Wolff in Halle. Er korrespondierte mit Gottfried Wilhelm Leibniz, Herman Boerhaave und Willem Jacob ’s Gravesande. Im Jahr 1717 ließ sich Fahrenheit in Amsterdam als Glasbläser nieder, um Barometer, Höhenmesser und Thermometer herzustellen und zu verkaufen. Er arbeitete an der Keizersgracht, wo ihn Peter der Große besuchte. Ab 1718 hielt er im Haus Vorlesungen über Chemie, Optik und Hydraulik. Die Royal Society in London, der er wissenschaftliche Beiträge und ein Hypsobarometer geliefert hatte, wählte ihn 1724 zum Fellow. Als Fahrenheit sich 1736 in Den Haag aufhielt, um ein Patent für eine Pumpe anzumelden, erkrankte er und starb. Sein beträchtliches Inventar wurde in Amsterdam versteigert.

## Bedeutung
Fahrenheit entwickelte präzise Thermometer mit 3-Punkte-Eichung (Fahrenheit-Skala) und begründete hiermit die Thermometrie. Zunächst verwendete er als Thermometersubstanz Weingeist, ab etwa 1714 auch Quecksilber. Er kam auf den Gedanken, als er eine Arbeit von Guillaume Amontons las, in der die Änderung der Anzeige von Quecksilberbarometern mit der Temperatur beschrieben wurde. Er erfand somit das Quecksilberthermometer nicht; dieses gab es bereits vorher, aber nur durch seine Kalibrierung und seine Herstellungsverfahren wurde es auch allgemein anwendbar. Als Nullpunkt seiner Skala verwendete er die tiefste Temperatur, die er mit einer Eis-Salz-Kältemischung erzeugen konnte: −17,8 °C.
1721 entdeckte er, dass Wasser erheblich unter seinen Gefrierpunkt abgekühlt werden kann, ohne zu gefrieren. Man spricht dabei von unterkühltem Wasser.
Fahrenheit konstruierte außerdem ein Aräometer, ein Pyknometer und ein Hypsobarometer. Eine Zeit lang war die Fahrenheit-Skala in Deutschland in Gebrauch. In den USA wird heute noch nach Fahrenheit gemessen. 
Autographen von ihm werden unter anderem in der Gottfried Wilhelm Leibniz Bibliothek in Hannover aufbewahrt.

## Ehrungen
- Am bekanntesten ist die Temperatur-Einheit Fahrenheit, die nach ihm benannt wurde.
- Fahrenheit zu Ehren wurde 1976 der vorher nur als Picard X bezeichnete Mondkrater in Fahrenheit umbenannt.